# Урнеш
Урнеш (нем. Urnäsch) — коммуна в Швейцарии, в кантоне Аппенцелль-Ауссерроден. 
Население составляет 2243 человека (на 31 декабря 2006 года). Официальный код — 3006.